# Urs Hölzle

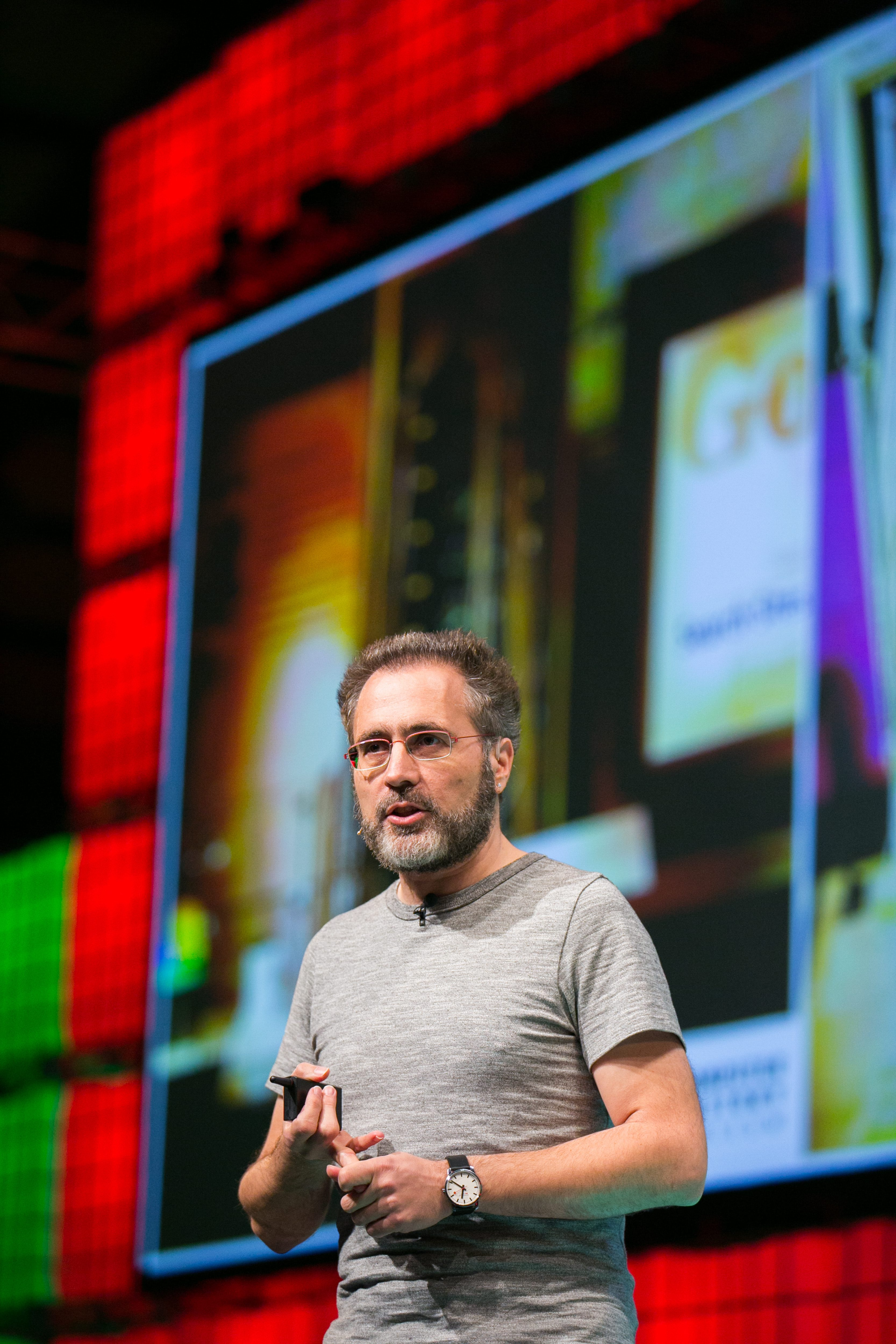
Urs Hölzle (2014)

Urs Hölzle (* um 1964) ist ein Schweizer Informatiker, der wesentlich an der Entwicklung verschiedener Java-Compiler beteiligt war. Er war als Professor an der University of California, Santa Barbara (UCSB) tätig, bevor er als einer der ersten zehn Mitarbeiter bei Google Inc. angestellt wurde. Dort arbeitet er als Senior Vice President for Technical Infrastructure.

## Leben
Urs Hölzle wuchs in Liestal auf und studierte von 1984 bis 1988 Informatik an der ETH Zürich. 1988 erhielt er ein Fulbright-Stipendium. Er promovierte 1994 in den Vereinigten Staaten an der Stanford University, wo er auch die Google-Gründer Larry Page und Sergey Brin kennenlernte. Von 1994 bis 2000 war Hölzle Assistant/Associate Professor of Computer Science an der University of California, Santa Barbara.
Hölzle arbeitete schon seit Beginn der 1990er Jahre in der Self-Entwicklergruppe von Sun Microsystems, verließ diese 1994 gemeinsam mit Lars Bak, Gilad Bracha, Steffen Grarup, Robert Griesemer und David Griswold und gründete mit diesen Longview Technologies in Palo Alto. Dort gelang Hölzle die Entwicklung eines Type-Feedback-Compilers. 1995 wurde aufgrund der stürmischen Entwicklung von Suns neuer Programmiersprache Java die Entwicklung der HotSpot-VM gestartet.
1996 wurde Hölzle in Anerkennung seiner Arbeit an High-Performance-Implementationen von objektorientierten Programmiersprachen der Career Award der National Science Foundation verliehen. Er war einer der Mitgründer von Animorphic Systems, einem Unternehmen, das Compiler für Smalltalk und Java entwarf. 1997 kaufte Sun das zwei Jahre zuvor gegründete Start Up für rund 23 Millionen US-Dollar. Wieder bei Sun trieb Hölzle die Entwicklung der High-Performance-HotSpot-VM für Java voran. Er nahm auch bei dem nationalen Compiler-Infrastrukturprojekt der DARPA eine führende Rolle ein.
Hölzle war von 2009 bis 2018 Mitglied im Board of Directors von WWF-USA. Er ist Mitglied des National Council von WWF-USA.
Er ist verheiratet, lebte in Palo Alto und zog 2021 nach Neuseeland.

## Tätigkeit für Google
Hölzle begann seine Tätigkeit für Google, als die Firma noch auf wenigen Quadratmetern mit 30 PCs in Regalen arbeitete. Er war der achte Mitarbeiter und der erste Chief Engineer des Unternehmens. Hölzle ist heute als Senior Vice President für die technische Infrastruktur zuständig.
Hölzle setzte sich konsequent für eine Reduktion des Energieverbrauchs von Rechenzentren ein. Dies geschah zunächst aus Kostengründen, später kamen auch Umweltschutzmotive dazu.
Im März 2010 machte Hölzle sich in einem internen Memo dafür stark, Google eine neue Ausrichtung in Richtung sozialer Medien zu geben und damit die Vorlieben der Internetnutzer zu beachten. In der Folge wurde dieser Impuls und alles, was er auslöste als Urs-Quake bekannt.

## Trivia
Hölzle nahm in den Anfangsjahren des Unternehmens regelmäßig den Leonberger Yoshka mit in die Arbeit und legte so die Grundlagen für die Hundefreundlichkeit des Unternehmens. Yoshka wird als first dog von Google in der Firmengeschichte des Konzerns explizit erwähnt, und die Cafeteria im Haupteingangsbereich des Googleplex ist nach ihm Yoshka Cafe benannt.

## Publikationen (Auswahl)
- mit Luiz A. Barroso, J. Clidaras: The Datacenter as a Computer. An Introduction to the Design of Warehouse-Scale Machines. 2. Auflage. Morgan & Claypool, Madison 2013, ISBN 978-1-62705-009-8, doi:10.2200/S00516ED2V01Y201306CAC024 (morganclaypool.com [PDF]).
- mit Sushant Jain et al.: B4: Experience with a Globally-Deployed Software Defined WAN. In: ACM SIGCOMM Computer Communication Review. Jg. 43, Nr. 4, 2013, ISBN 978-1-4503-2056-6, ISSN 0146-4833, S. 3–14 (ucsd.edu [PDF]).
- Brawny cores still beat wimpy cores, most of the time. In: IEEE micro. Jg. 30, Nr. 4, 2010, ISSN 0272-1732, S. 23–24 (cs.cmu.edu [PDF]).
- mit Luiz A. Barroso, J. Dean: Web Search for a Planet: The Google Cluster Architecture. In: IEEE micro. Jg. 23, Nr. 2, 2003, ISSN 0272-1732, S. 22–28 (googleusercontent.com [PDF]).
- mit Luiz A. Barroso: The Case for Energy-Proportional Computing. In: IEEE micro. Jg. 23, Nr. 2, 2003, ISSN 0272-1732, S. 2–8 (asu.edu [PDF]).
- mit Craig Chambers, D. Ungar: Optimizing Dynamically-Typed Object-Oriented Programming Languages With Polymorphic Inline Caches. In: Pierre America (Hrsg.): ECOOP ’91 – European Conference on Object-Oriented Programming. Springer, Berlin / Heidelberg / New York 1999, ISBN 3-540-54262-0, S. 21–38 (selflanguage.org [PDF]).
- mit Chandra Krintz, B. Calder: Reducing Transfer Delay Using Java Class File Splitting and Prefetching. In: ACM SIGPLAN Notices. Jg. 34, Nr. 10, 1999, ISBN 1-58113-238-7, ISSN 0362-1340, S. 276–291 (cs.ucsb.edu/~ckrintz [PDF]).
- mit Jeff Bogda: Removing Unnecessary Synchronization in Java. In: ACM SIGPLAN Notices. Jg. 34, Nr. 10, 1999, ISBN 1-58113-238-7, ISSN 0362-1340, S. 35–46 (cs.ucsb.edu/~urs [PDF]).
- mit Karel Driesen: Multi-stage Cascaded Prediction. In: Patrick Amestoy et al. (Hrsg.): Euro-Par’99 Proceedings of the 5th International Euro-Par Conference on Parallel Processing. Springer, Berlin / Heidelberg / New York 1999, ISBN 3-540-66443-2, S. 1312–1321 (hoelzle.org [PDF]).
- mit Sylvia Dieckmann: A Study of the Allocation Behavior of the SPECjvm98 Java Benchmarks. In: Rachid Guerraoui (Hrsg.): ECOOP’99 – Object-Oriented Programming. Springer, Berlin / Heidelberg / New York 1999, ISBN 3-540-66156-5, S. 92–115 (cs.ucsb.edu/~urs [PDF]).
- mit Karel Driesen: Accurate Indirect Branch Prediction. In: ACM SIGARCH computer architecture news. Jg. 26, Nr. 3, 1998, ISSN 1943-5851, S. 167–178.
- Java on Steroids. Sun’s High-Performance Java Implementation. In: ACM SIGARCH computer architecture news. Jg. 25, 1997, ISSN 1943-5851.
- mit Gerald Aigner: Eliminating Virtual Function Calls in C++ Programs. In: Pierre Cointe (Hrsg.): ECOOP ’96 – Object-Oriented Programming. Springer, Berlin / Heidelberg / New York 1996, ISBN 3-540-61439-7, S. 142–166 (hoelzle.org [PDF]).
- mit David Ungar: Do Object-Oriented Languages Need Special Hardware Support? In: Gerhard Goos et al. (Hrsg.): ECOOP '95 – Object-Oriented Programming. Springer, Berlin / Heidelberg / New York 1995, ISBN 3-540-60160-0, S. 283–302 (cs.ucsb.edu/~urs [PDF]).
- mit David Ungar: A Third-Generation Self Implementation. Reconciling Responsiveness with Performance. In: ACM SIGPLAN Notices. Jg. 29, Nr. 10, 1994, ISSN 0362-1340, S. 229–243.
- mit David Ungar: Optimizing Dynamically-Dispatched Calls with Run-Time Type Feedback. In: ACM SIGPLAN Notices. Jg. 29, Nr. 6, 1994, ISSN 0362-1340, S. 326–336.
- mit Craig Chambers, D. Ungar: Debugging Optimized Code with Dynamic Deoptimization. In: ACM SIGPLAN Notices. Jg. 27, Nr. 7, 1992, ISSN 0362-1340, S. 32–43 (selflanguage.org [PDF]).
- mit David Ungar et al.: Object, Message, and Performance. How They Coexist in SELF. In: Computer. innovative technology for computer professionals. Jg. 25, Nr. 10, 1992, ISSN 1558-0814, S. 53–64 (cs.ucsb.edu/~urs [PDF]).